# 니시의학
니시의학 또는 니시시키는 특정 신체 기능을 활성화하기 위한 건강 운동으로 구성된다. 1927년 니시 카츠조에 의해 설립되었다.
니시 카츠조는 합기도 혼부 도장의 선생이기도 했기 때문에 많은 합기도가 니시 건강 시스템에 소개되었고, 그 결과 금교운동(金魚運動)과 같은 특정 운동이 합기도에 통합되었고 합기도가 받아들인 방식이 건강 관리 방식에 통합되었다.
이 시스템을 둘러싼 조직은 니시카이라고 불리며, 토헤이 코이치가 하와이에서 아이키도를 시작하는 데 도움을 주었으며, 하와이의 모든 섬에는 니시카이 회원이 있다.
니시의학은 이케다 마사토미에 의해 겐키카이에 부분적으로 통합되었다.